# موش کور اروپایی
موش کور اروپایی (نام علمی: Talpa europaea) نام یک گونه از تیره کورموش‌ها است. این گونه با نام‌های موش کور معمولی یا موش کور شمالی نیز شناخته می‌شود.